# Suffer Our Pleasures
Suffer Our Pleasures è il sesto album in studio del gruppo musicale heavy metal finlandese Tarot, pubblicato nel 2003 dalla Spinefarm Records.

## Tracce
1. I Rule – 3:49
2. Pyre of Gods – 4:33
3. Rider of the Last Day – 6:47
4. Follow the Blind – 4:33
5. Undead Son – 4:04
6. Of Time and Dust – 5:55
7. From the Void – 5:01
8. Convulsions – 4:45
9. From the Shadows – 4:19
10. Painless – 4:11

## Formazione
- Marco Hietala – voce, basso, chitarra acustica
- Zachary Hietala – chitarre
- Janne Tolsa – tastiere
- Pecu Cinnari – batteria